# آرنه پترسن
آرنه پترسن (انگلیسی: Arne Petersen; ۲ آوریل ۱۹۱۳ – ۲۸ دسامبر ۱۹۹۰) دوچرخه‌سوار اهل دانمارک بود.